# Tadeusz Szewera (żołnierz)
Tadeusz Szewera (ur. 5 listopada 1892 w Maziarni, zm. 5 listopada 1915) – żołnierz Legionów Polskich, kawaler Orderu Virtuti Militari.

## Życiorys
Urodził się 5 listopada 1892 w Maziarni, w rodzinie Wincentego i Emilii z Wójcików. W Rzeszowie uczęszczał do gimnazjum w którym ukończył 2 klasy oraz szkoły w Miłocinie rolniczą, a w Staromieściu mleczarską. Ucząc się był członkiem Związku Strzeleckiego. W 1913 otrzymał w Radłowie posadę adiunkta rolnego, w dobrach należących do książąt Sanguszków.
W sierpniu 1914 wstąpił w szeregi Legionów Polskich, gdzie otrzymał przydział do 4 kompanii I batalionu w 2 pułku piechoty. Walczył w kampaniach 1914 i 1915. Atakując Polską Górę na Wołyniu, kiedy z sekcją ubezpieczał prawe skrzydło pułku, utrzymał się na placówce będąc pod silnym i skutecznym ostrzałem artylerii nieprzyjaciela. Udało mu się poderwać sekcję do ataku, ale został trafiony pociskiem i zmarł na polu bitwy. Za czyn ten został wyróżniony nadaniem Krzyża Srebrnego Orderu Virtuti Militari. Pochowany w Wołczecku na cmentarzu wojskowym. Rodziny nie założył.

## Ordery i odznaczenia
- Krzyż Srebrny Orderu Wojskowego Virtuti Militari nr 7653 – pośmiertnie 17 maja 1922[3][1][4]
- Krzyż Niepodległości – pośmiertnie 12 maja 1931 „za pracę w dziele odzyskania niepodległości”[5][6][1]